# Nationaal park Defileul Jiului
Nationaal park Defileul Jiului (Roemeens: Parcul Național Defileul Jiului) is een nationaal park in Roemenië in de districten Gorj en Hunedoara.  Het park werd opgericht in 2006 en is 137,59 vierkante kilometer groot. Het landschap bestaat uit de kloof van de Jiu-rivier tussen het Vâlcan-gebergte en het Parâng-gebergte in de Zuidelijke Karpaten.  